# Ludwig Furtner
Ludwig Furtner (* 4. März 1926 in München; † 17. Juni 2008) war ein deutscher Betriebswirt. Er war Honorarprofessor an der Ludwig-Maximilians-Universität München und Vorstand der Josef und Luise Kraft-Stiftung.

## Leben
Nach dem Abitur 1946 begann Ludwig Furtner ein Studium der Betriebswirtschaftslehre an der Ludwig-Maximilians-Universität München (LMU), das er 1948 mit dem akademischen Grad eines Diplom-Kaufmanns abschloss. 1950 promovierte er mit seiner Dissertation Der Leistungslohn in der Betriebswirtschaft an der Staatswirtschaftlichen Fakultät der LMU. Ab 1955 war er in einer eigenen Kanzlei selbstständig und hielt Vorbereitungskurse auf die Steuerbevollmächtigten- und die Steuerberater-Prüfung. 1961 gründete er die Südbayerische Revisions- und Treuhandgesellschaft mbH, eine Steuerberatungs- und Wirtschaftsprüfungs-Kanzlei in München. 1964 wurde Ludwig Furtner zum Lehrbeauftragten für Betriebswirtschaftliche Steuerlehre an der LMU bestellt und 1987 zum Honorarprofessor ernannt. In dieser Funktion leitete er von 1995 bis 1998 kommissarisch das Institut für Betriebswirtschaftliche Steuerlehre der LMU.
Im Jahr 1960 wurde er zum Präsidenten des damaligen Vereins der Steuerberater und Steuerbevollmächtigten in Bayern e. V., des späteren Landesverbandes der Steuerberater und Steuerbevollmächtigten in Bayern e. V. und heutigen Landesverbands der steuerberatenden und wirtschaftsprüfenden Berufe in Bayern e. V. gewählt. Dieses Amt hatte er bis 1999 inne und war anschließend Ehrenpräsident des Vereins. Ab 1969 war er zudem Mitglied des Präsidiums des Deutschen Steuerberaterverbandes.

## Auszeichnungen
Ludwig Furtner wurde 1995 das Große Bundesverdienstkreuz verliehen.

## Gemeinnütziges Engagement
1986 wurde Ludwig Furtner zum Gründungsvorstand der Josef und Luise Kraft-Stiftung in München berufen. Die gemeinnützige und mildtätige Stiftung entstand aus dem testamentarischen Nachlass der Eheleute Josef und Luise Kraft, die in München ein Handelsunternehmen für Baustoffe betrieben, und ist Eigentümerin der heutigen Kraft Baustoffe GmbH. Ihr Stiftungszweck ist die Förderung mittelloser und unterstützungswürdiger alter Menschen sowie die Förderung der Altenhilfe.